# ケイエスビー
ケイエスビー株式会社（KSB Corporation.）は、大阪府和泉市に本社を置く、寝具やインナーなどの繊維製品ならびに健康関連製品を販売する企業である。

## 会社概要
ポリ塩化ビニルを用い、温熱性に優れた寝具・インナーウェアなどの販売をおこなう。元々は大阪府泉大津市にて創業した毛織物専門の紡績会社、岸部毛織の販売部門が分離して法人化したことにより出来た企業である。
歌手の松崎しげるが歌うCMソング『歌おう！日本』が同社の社歌になっていることで知られる一方で、寝具・肌着の販売以外にもトランクルームなどの事業のほか、同社の本社所在地近くに所在する「ケイエスビー弥生の里温泉」の経営などもおこなっている。
1980年代から1990年代にかけて、テレビで頻繁にCMをおこなっていたことでも知られ、現在ではテレビCMこそ少なくなったが、阪神甲子園球場の外野スタンドに屋外広告を設置している他、関東地区でもJR浜松町駅近郊にネオンサインを設置している。

## テレビCM出演者
- 宮川大助・花子
- 松崎しげる
- 原日出子

## スポンサー番組（全て過去）
- スーパーモーニング（テレビ朝日）
- 新婚さんいらっしゃい!（朝日放送）
- テレ朝時代劇枠（土曜～木曜〜月曜初期、テレビ朝日）
- たかじん・ナオコのシャベタリーノ!　(毎日放送)
- 報道2001(フジテレビ)